# James Reynolds

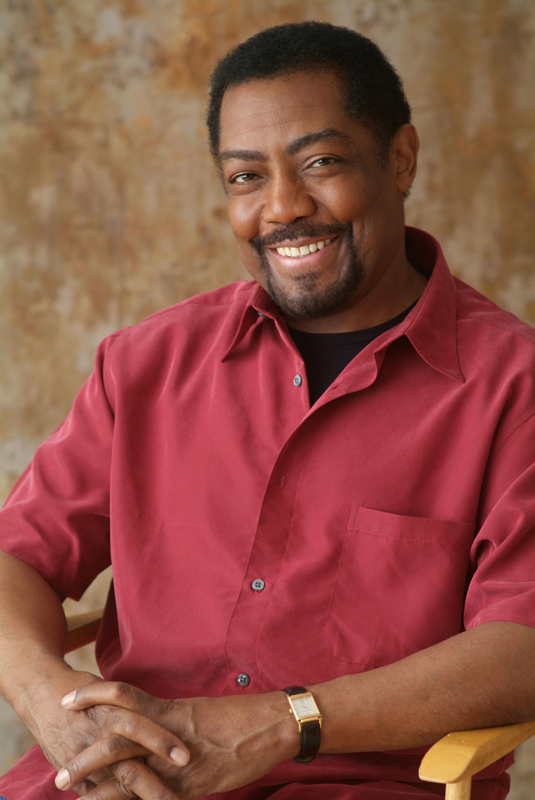
James Reynolds

James Reynolds (Oskaloosa (Kansas), 10 augustus 1950) is een Amerikaanse acteur van Afro-Amerikaanse origine.
Zijn carrière begon in de jaren 70 met enkele rollen in films en televisieseries, maar zijn eerste grote rol kreeg hij in 1981 toen hij bij de cast van Days of our Lives ging als politieman Abraham Abe Carver. Hij bleef bij de serie tot 1990 om dan in de soap Generations te spelen tot die werd gestopt in 1991, dan keerde hij terug naar Days. 
Daar bleef hij tot 2003 toen hij het eerste slachtoffer was van een seriemoordenaar, een plan van hoofdschrijver James Reilly om de kijkcijfers op te krikken, na meer dan een half jaar afwezigheid en vele moorden later bleek dat iedereen ontvoerd was naar een tropisch eiland en dus leefde Abe ook nog. 
- International Standard Name Identifier: 0000 0001 1698 2326
- Library of Congress Control Number: n87876174
- Nationale Bibliotheek van Letland: 000126208
- Nationale Bibliotheek van Israël: 987007460304905171
- Nederlandse Thesaurus van Auteursnamen: 073612278
- Système universitaire de documentation: 03250179X
- Virtual International Authority File: 109701965
- WorldCat: E39PBJrrrfPy8rfbXV6MfbymVC